# Lobatostoma manteri
Lobatostoma manteri är en plattmaskart som beskrevs av Rohde 1973. Lobatostoma manteri ingår i släktet Lobatostoma och familjen Aspidogastridae. Inga underarter finns listade i Catalogue of Life.